# Associazione Calcio Messina 1931-1932
Questa pagina raccoglie i dati riguardanti l'Associazione Calcio Messina nelle competizioni ufficiali della stagione 1931-1932.

## Rosa
| N. |                   | Ruolo | Calciatore           |
| -- | ----------------- | ----- | -------------------- |
|    | Italia (bandiera) | A     | Carmelo Arena        |
|    | Italia (bandiera) | A     | Ezio Borgo (II)      |
|    | Italia (bandiera) | C     | Guglielmo Borgo (I)  |
|    | Italia (bandiera) | D     | Mario Bruni          |
|    | Italia (bandiera) | A     | Luigi Cevenini (III) |
|    | Italia (bandiera) | D     | Vinicio Colombo      |
|    | Italia (bandiera) | A     | Giovanni Corallo     |
|    | Italia (bandiera) | C     | Massimo Farina       |
|    | Italia (bandiera) | A     | Renato Ferretti      |
|    | Italia (bandiera) | C     | Salvatore Fidomanzo  |
|    | Italia (bandiera) | D     | Vivaldo Fornaciari   |
|    | Italia (bandiera) | P     | Luigi Gentile        |

| N. |                   | Ruolo | Calciatore             |
| -- | ----------------- | ----- | ---------------------- |
|    | Italia (bandiera) | C     | Giuseppe Ghisalberti   |
|    | Italia (bandiera) | A     | Bruno Gilodi           |
|    | Italia (bandiera) | D     | Pasquale Latella       |
|    | Italia (bandiera) | A     | Adolfo Mandosso        |
|    | Italia (bandiera) | D     | Giuseppe Martelli      |
|    | Italia (bandiera) | D     | Mario Miltone          |
|    | Italia (bandiera) | P     | Alberto Nunzi          |
|    | Italia (bandiera) | A     | Demetrio Rando         |
|    | Italia (bandiera) | A     | Romolo Re              |
|    | Italia (bandiera) | A     | Carlo Soliano          |
|    | Italia (bandiera) | P     | Eugenio Staccione (II) |
|    | Italia (bandiera) | A     | Trombetta              |